# لوري دان
لوري دان (بالإنجليزية: Laurie Dann) هي سمسارة تأمين وقاتلة فترة أمريكية، ولدت في 18 أكتوبر 1957 في شيكاغو في الولايات المتحدة، وتوفيت في 20 مايو 1988 في وينتكا في الولايات المتحدة.